# تيرينس برادي (كاتب)
تيرينس برادي (بالإنجليزية: Terence Brady)‏ هو كاتب سيناريو وكاتب أيرلندي، ولد في 13 مارس 1939 في لندن في المملكة المتحدة، وتوفي في 29 سبتمبر 2016 في مقاطعة سومرست في المملكة المتحدة.

## وصلات خارجية
- الموقع الرسمي
- تيرينس برادي على موقع IMDb (الإنجليزية)
- تيرينس برادي على موقع ديسكوغز (الإنجليزية)
- تيرينس برادي على موقع قاعدة بيانات الفيلم (الإنجليزية)